# Morro da Fumaça
Morro da Fumaça è un comune del Brasile nello Stato di Santa Catarina, parte della mesoregione del Sul Catarinense e della microregione di Criciúma.